# Epiceraticelus
Epiceraticelus é um gênero de aranhas da família Linyphiidae descrito em 1931.